# Cantón de Bitche
El cantón de Bitche es una división administrativa francesa, situada en el departamento de Mosela y el región Gran Este.

## Composición
El cantón está formado por cuarenta y seis comunas:
- Achen
- Baerenthal
- Bettviller
- Bining
- Bitche
- Bousseviller
- Breidenbach
- Éguelshardt
- Enchenberg
- Epping
- Erching
- Etting
- Goetzenbruck
- Gros-Réderching
- Hanviller
- Haspelschiedt
- Hottviller
- Lambach
- Lemberg
- Lengelsheim
- Liederschiedt
- Loutzviller
- Meisenthal
- Montbronn
- Mouterhouse
- Nousseviller-lès-Bitche
- Obergailbach
- Ormersviller
- Petit-Réderching
- Philippsbourg
- Rahling
- Reyersviller
- Rimling
- Rohrbach-lès-Bitche
- Rolbing
- Roppeviller
- Saint-Louis-lès-Bitche
- Schmittviller
- Schorbach
- Schweyen
- Siersthal
- Soucht
- Sturzelbronn
- Volmunster
- Waldhouse
- Walschbronn